# Liste des maires de Gennevilliers

## Liste des maires
| Période                                  | Période                         | Identité                            | Étiquette          | Qualité |
| ---------------------------------------- | ------------------------------- | ----------------------------------- | ------------------ | --- |
| Les données manquantes sont à compléter. |                                 |                                     |                    | |
| 1853                                     | 1870                            | Charles François Étienne Lecouvreur |                    | Entrepreneur de travaux publics |
| 1871                                     | 1874                            | Charles Joseph Lacroix              |                    | Démissionnaire |
| 1874                                     | 1876                            | Louis Adolphe Retrou                |                    | Adjoint faisant fonction |
| 1876                                     | 1892                            | Pierre Édouard Pommier              |                    | |
| 1892                                     | 1893                            | Édouard Étienne Boudon              |                    | Démissionnaire |
| 1893                                     | 1896                            | Émile Adolphe Lacombe               |                    | |
| 1896                                     | 1902                            | Louis Justin Addenet                |                    | |
| 1902                                     | 1905                            | Joseph Alexandre Frère              |                    | |
| 1905                                     | 1908                            | Louis Justin Addenet                |                    | |
| 1908                                     | 1912                            | Joseph Alexandre Frère              |                    | |
| 1912                                     | 1919                            | Louis Roche                         | Radical Socialiste | |
| 1919                                     | 1922                            | Auguste Valentin Boiche             | Radical Socialiste | |
| 1922                                     | 1925                            | Louis Roche                         | Radical Socialiste | |
| 1925                                     | 1925                            | Alphonse Canoville                  | SFIO               | |
| 1925                                     | 1926                            | Auguste Valentin Boiche             | Radical Socialiste | |
| 1926                                     | 1929                            | Louis Roche                         | Radical Socialiste | |
| 1929                                     | 1930                            | Armand Félix Royer                  |                    | Faisant fonction |
| 1930                                     | 1934                            | Etienne Douzet                      | Centriste          | |
| 1934                                     | 1939                            | Jean Grandel                        | PCF                | Syndicaliste aux PTT Conseiller général de la Seine (canton d'Asnières-sur-Seine (1934 → 1940) Suspendu par le gouvernement à la suite de la signature du Pacte germano-soviétique Fusillé par l'occupant nazi à Châteaubriant |
| Les données manquantes sont à compléter. |                                 |                                     |                    | |
| 1944                                     | 1973                            | Waldeck L'Huillier                  | PCF                | Ingénieur des travaux publics Député de la Seine puis des Hauts-de-Seine (1946 → 1951 et 1962 → 1978) Sénateur de la Seine (1952 → 1962) Conseiller général de la Seine (1944 → 1948 et 1959 → 1967)                           |
| 4 juin 1973                              | 19 septembre 1987               | Lucien Lanternier,                  | PCF                | Ajusteur Conseiller général de Gennevilliers (1967 → 1985) Membre du comité central du PCF (1956 → 1976) Démissionnaire |
| 1987                                     | 2001                            | Jacques Brunhes,                    | PCF                | Professeur de lettres et d'histoire Conseiller général de Gennevilliers-Nord (1985 → 1988), Député des Hauts-de-Seine (1978 → 1986 et 1988 → 2002) Conseiller régional de l’Ile-de-France (1978 → 1985)                        |
| 2001                                     | 2014                            | Jacques Bourgoin                    | PCF                | Enseignant de mathématiques Conseiller général de Gennevilliers-Nord (1988 → 2015) |
| 29 mars 2014                             | En cours (au 30 septembre 2020) | Patrice Leclerc                     | PCF                | Cadre salarié au comité d'entreprise d'EDF Conseiller général de Gennevilliers-sud (2001 → 2015) Vice-président de l'EPT Boucle Nord de Seine Réélu pour le mandat 2020-2026,                                                  |

## Pour approfondir